# ميل كريغ
ميل كريغ (بالإنجليزية: Mel Greig)‏ هي صحفية ومذيعة أسترالية، ولدت في 19 سبتمبر 1982.

## وصلات خارجية
- الموقع الرسمي